# Karl von Kleyle

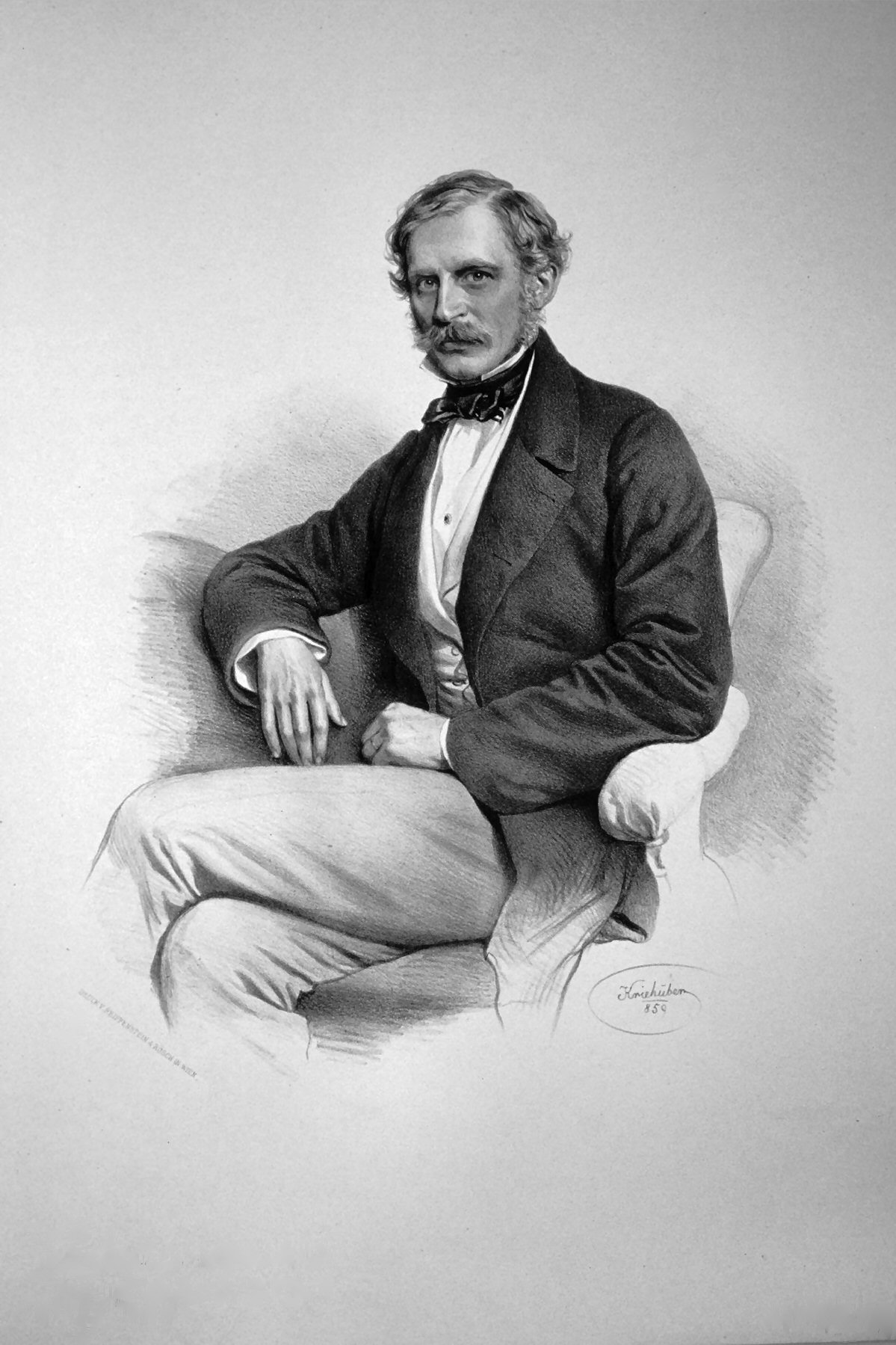
Karl von Kleyle, Lithographie von Josef Kriehuber, 1859

Karl Ritter von Kleyle (* 19. März 1812 in Wien; † 9. Februar 1859 ebenda) war ein österreichischer Landwirtschaftsfachmann und Politiker.

## Leben
Von Kleyle war der Sohn des 1828 nobilitierten Privatsekretärs von Karl von Österreich-Teschen, Franz Joachim von Kleyle. Er studierte Staats- und Rechtswissenschaften an der Universität Wien und arbeitete dann bei der k.k. Hofkammer-Prokuratur in Wien. (1834) trat er in die Dienste von Erzherzog Karls (ab 1847 dann bei Erzherzog Albrecht). Er war zunächst Oberamtsadjunkt auf der Herrschaft Friedek in Schlesien. 1836 wurde er Güterdirektor in Teschen. In dieser Funktion war er sowohl für die Land- und Forstwirtschaft und mehrere industrielle Unternehmungen (Eisenwerke u. a.) zuständig. Da er dies mit Erfolg leistete, erhielt er zusätzlich auch die Verwaltung der angrenzenden Güter in Galizien als Aufgabe. Ab 1846 war er gemeinsam mit seinem Vater Administrator aller erzherzöglichen Güter mit Sitz in Wien.
Er gehörte den niederösterreichischen Landständen an. In der Revolution von 1848/1849 im Kaisertum Österreich wurde er von den alten Ständen in den Provisorischen niederösterreichischen ständischen Ausschuss gewählt und von diesem als einer der Vertreter Niederösterreichs in den Ständischen Zentralausschuss delegiert, der die Pillersdorfsche Verfassung entwarf.
Ab 1848 war der für den Staat tätig. Erst arbeitete er im Innenministerium und wurde dann Leiter der Sektion für Landeskultur und Forstwesen im Ministerium für Landeskultur und Bergwesen. In dieser Funktion besuchte er auch 1851 die Great Exhibition. Ab 1853 war er Leiter des Departments der Forst- und Montan-Domänen im Finanzministeriums. Er gehörte seit 1836 der Landwirtschaftsgesellschaft in Wien an und war dort 1849 Stellvertreter des Präsidenten und 1850 Mitglied im Zentralausschuss der Gesellschaft. Er wirkte bei den landwirtschaftlichen Ausstellungen in Wien 1851, 1853 und 1857 mit. Er gehörte dem Verwaltungsrat der Österreichischen Staatseisenbahnen und der ersten Immobiliengesellschaft an.